# ABCDE (canção)
ABCDE é o título de uma canção escrita pelo músico e compositor Sergio Carrer, também conhecido como "Feio". Foi gravada por Guilherme & Santiago e se tornou a faixa-título do álbum "ABCDE", lançado em 2006. A canção foi a segunda música de trabalho do álbum e também fez muito sucesso nas rádios de todo o país. É uma das mais belas canções do álbum, e está entre os grandes sucessos de Guilherme & Santiago. Foi regravada no álbum "Ao Vivo em Goiânia - CD1", e está presente na maioria dos seus shows.

## Desempenho nas paradas

### Posições
| País   | Parada (2006)  | Melhor posição |
| ------ | -------------- | -------------- |
| Brasil | Brasil Hot 100 | 6              |